# Rai 2

Logo bis Mai 2010

Rai 2 ist das zweite öffentlich-rechtliche italienische Fernsehprogramm. Es nahm am 4. November 1961 seinen Programmbetrieb auf.

## Geschichte
Der Programmbetrieb wurde am Jahrestag (Schlacht von Vittorio Veneto) vom Ende des Ersten Weltkrieges in Italien, im Jahre 1961, mit einer Ansage der Sängerin Mina aufgenommen und später ausgestrahlt. Als einer der ersten Beiträge wurde das Theaterstück La Trincea (dt. Der Schützengraben) von Giuseppe Dessi gezeigt. Bis 1975 hieß das Programm Secondo Programma (dt. Zweites Programm) und bis 1984 Rete 2, bevor es den Namen Rai Due und ab 2010 als Rai 2 annahm.
Das Programm verstand sich bei seiner Gründung als dynamische Alternative zum ersten Programm, dem späteren Rai 1. Im Gegensatz zum ersten Kanal übernahmen beispielsweise Journalisten statt Nachrichtensprecher die Moderierung der Nachrichtensendung. Erster Nachrichtendirektor war Enzo Biagi.
Es diente als Sprungbrett vieler bekannter italienischer Fernsehstars wie Renzo Arbore und Mike Bongiorno.

## Ehemalige Namen
- Secondo Programma (1961–1976)
- Seconda Rete RAI/Rete 2/TV2 (1976–1983)
- Rai Due (1983–2010)
- Rai 2 (seit 2010)

## Nachrichten und Infotainment
- TG2
- TG2 Costume e Società
- Medicina 33
- TG Sport
- TG2punto.it

## Shows
- I Fatti Vostri
- Italia sul Due
- The X Factor (Castingshow)
- L’isola dei Famosi (Survivor)
- Mezzogiorno in famiglia

## Derzeit ausgestrahlte Serien

### US-Serien
- 90210
- Brothers & Sisters
- ColdCold Case – Kein Opfer ist je vergessen
- Criminal Minds
- Desperate Housewives
- Emergency Room – Die Notaufnahme
- Ghost Whisperer – Stimmen aus dem Jenseits
- iCarly
- Las Vegas
- Lost
- Medical Investigation
- Mord ist ihr Hobby
- Navy CIS
- Numbers – Die Logik des Verbrechens
- One Tree Hill
- Private Practice
- Without a Trace – Spurlos verschwunden
- Hawaii Five-O

### Deutsche Serien
- Alarm für Cobra 11
- Art Attack
- Lasko – Die Faust Gottes
- Il nostro amico Charly – Unser Charly (Sommerprogramm)
- La nostra amica Robbie – Hallo Robbie! (Sommerprogramm)
- Un ciclone in convento – Um Himmels Willen (Sommerprogramm)

### Zeichentrickserien
- Baby Felix
- Digimon
- Groove High
- House of Mouse
- Inazuma Eleven
- Phineas and Ferb
- Pocoyo
- Pop Pixie
- Sonic X
- Tatonka
- Winx Club